# Тахистоскоп
Тахистоско́п (от др.-греч. τάχιστος «быстрейший» и σκοπέω «наблюдаю») — это прибор, используемый в тахистоскопии, позволяющий отображать (как правило, проецировать) изображение в течение определенного времени.

## История
Первый тахистоскоп был впервые описан немецким физиологом А. В. Фолькманом в 1859 году.

## Применение
Прибор использовался во время Второй мировой войны при подготовке лётчиков-истребителей с целью совершенствования визуальных способностей определения по силуэтам самолётов, кто перед ними — друг или противник.
С помощью тахистоскопа в психологии определяют скорость и точность восприятия и проявляемого при этом внимания.
Тахистоскоп используется в маркетинговых исследованиях, когда происходит сравнение визуального воздействия или запоминаемости рекламных материалов или макетов упаковки.